# إمدازن (بني منصور)
إمدازن هو دُوَّار يقع بجماعة تاسيفت، إقليم شفشاون، جهة طنجة تطوان الحسيمة في المملكة المغربية. ينتمي الدوّار لمشيخة بني منصور التي تضم 8 دواوير. يقدر عدد سكانه بـ 255 نسمة حسب الإحصاء الرسمي للسكان والسكنى لسنة 2004.

## روابط خارجية
- البوابة الوطنية للجماعات الترابية
- المندوبية السامية للتخطيط